# Проглашење Душановог законика
Проглашење Душановог законика односно Крунисање цара Душана је историјска композиција Паје Јовановића рађена 1900. године по наруџбини Краљевине Србије за потреба Светске изложбе у Паризу на којој је награђена златном медаљом. Представља једно од његових најпознатијих дела, за коју он наводи да је његова најлепша композиција. На самој слици је приказано проглашење Душановог законика у Скопљу 1349. године, са историјским личностима које су том чину присуствовале, од којих су неке од њих рађене на основу њихових савремених портрета приказаних на фрескама. Данас постоји неколико истих слика које је радио сам Јовановић, од којих се највећа налази у Народном музеју у Београду.

## Настанак и историјат слике
Краљевина Србија је крајем XIX века позвана да учествује на Светској изложби, која је требало да се одржи у Паризу 1900. године. За потребе адекватног представљања државе, 1897. године формиран је одбор који ће руководити припремама, а од Паје Јовановића је наручено да наслика монументалну композицију Крунисање цара Душана, за шта је он започео опсежне припреме 1899. године. Сам Јовановић је у договору са тадашњим председником владе Краљевине Србије Стојаном Новаковићем, променио главни мотив слике из крунисања цара Душана у проглашење Душановог законика односно Прокламацију законика цара Душана, како је назива сам Јовановић у својим мемоарима. Он је одустао од приказивања крунисања, пошто је оно везано за унутрашњост цркве без дневне светлости и одлучио се за приказивање проглашења законика:„на отвореном пољу пред црквом показујући војну и политичку снагу Младог Царства“.
За потребе слике, он је обишао старе српске престонице (Призрен, Скопље) и манастире (Грачаница, Лесново, Жича и други), да би прикупио аутентичне елементе за своју слику, не би ли она била што веродостојнија. Пошто је још Милутин у Србију унео византијски дворски церемонијал, Јовановић се одлучио да Цару и Царици наслика византијска одела, за шта се обратио костимијеру Бечке опере Блашкеру. Он је на основу византијских слика урадио одела, по којима је Јовановић насликао одежде Душана и Јелене, али и протовестијара Николе Бућа који чита царску прокламацију. Царева гарда коју су чинили немачки најамници је насликана по узору на немачке витезове из XIV века, а њихов вођа Палман у руци држи одговарајући шлем. Српска коњица је приказана у млетачкој опреми (Душан је наручио 300 панцира за своје људе), на основу Скалигер-Монумента у Верони, а међу њима се истиче млади војвода Прељуб на турнирском коњу у предњем плану слике. Инспирацију за грбове српске властеле, преузео је из једног Илирског грбовника (базираног на данас изгубљеном Охмућевићевом) који се у то доба налазио у Бечкој дворској библиотеци, у коју је донет из манастира Житомислића. Највише потешкоћа имао је око аутентичних изгледа одела обичног народа и њиховог оружја, за шта је нешто мало детаља пронашао у Жичи.
Слика је завршена за Светску изложбу и за њу је Паја Јовановић награђен златном медаљом. Међутим, он сам није био задовољан како је она испала, јер је она више колорисан цртеж него живопис, пошто је на основу ње требало да буде касније урађен гоблен, који никада није урађен. Због тога је он током зиме 1925 — 1926. урадио нову верзију слике, која се, по његовим речима, од оригинала разликује:
1. дужом перспективом што ми је омогућило Душана и његову околину већег да представим
2. Портрет - лик Душанов је на новој слици према фрески у Лесновском манастиру рађен - исто тако је и Деспот Оливеров лик према аутентичним портретима рађен
3. најглавнија измена је у изради уместо дифузне светлости без сенке ја употребих оштар зрак дајући крупне сенке - с тим омогућавајући пластичну модулацију појединих фигура - а руковање четкицом је слободно са широким потезима - а не поентирано као прва слика због ткања гоблена

Данас постоји седам верзија ове слике, које се налазе у музејима и приватним колекцијама. Велика композиција (из 1931. године) се данас налази у Народном музеју у Београд, једна мања у легату Паје Јовановића, који се налази у склопу Музеја града Београда, а слику коју је радио средином `20 година XX века, Јовановић је продао и она се данас налази у САД.
Лик царице Јелене урађен је према Мили, мајци шахисте Боре Костића, у коју је Паја Јовановић некад био заљубљен.

## Личности на слици
Поред историјских личности, на слици су се нашле и личности из епске поезије, као и полулегендарне личности, а Јовановић је међу присутнима доцртао и самог себе. Грбови српске властеле представљени су на основу измишљених грбова из тзв. Илирских грбовника, а занимљиво је да је насликан и грб породице Охмућевић, за доказивање чијег племства је Петар Охмућевић створио први Илирски грбовник.
Пре израде саме слике, Паја Јовановић је направио њену скицу на којој је и означио личности које је приказао на слици: 
| 1. Цар Душан 2. Царица Јелена 3. Урош, српски краљ 4. Српски Патријарх Јоаникије 5. Трновски Патријарх Кир Симеон (бугарски) 6. Краљ Вукашин Мрњавчевић 7. Царев шурак Оливер велики војвода. 8. Дејан Севастократор 9. Кир Герман, Игуман Атонски (Атонске Горе) 10. Гојко Мрњавчевић, Велики Логотет 11. Никола Бућа, Протовестијар 12. 13. Угљеша Мрњавчевић, царски коњушар 14. Деспот Синиша, брат цара Душана (од друге жене) 15. Цар Александар Бугарски, царичин брат | 16. Јован Кастријота, деда Скендербега 17. (Дубровчанин, изасланик Републике) 18. (Дубровчанин, изасланик Републике) 19. (Дубровчанин, изасланик Републике) 20. Аврамбек Кефалија Сереза 21. Манцил Ливерија, Војвода над Волером, Серезом и Струмом 22. Ангел Метохита 23. Алексија Цамплакон, велики чауш 24. Прељуб „Кесар“ 25. Орловић Гргур 26. Храбреновић 27. Баошић (Балшић) 28. Кобиловић (Обилић) 29. Облачић Раде 30. Андроник Кефалија Драме 31. Андроник Кантакузен бел Хартуларја |